# Terror a Whitechapel
Terror a Whitechapel (títol original en anglès: A Study in Terror) és una pel·lícula britànica dirigida per James H. Hill i estrenada el 1965. John Neville encarna Sherlock Holmes, i Donald Houston el Doctor Watson.
La pel·lícula ha estat rodada als estudis de Shepperton a Londres, i algunes escenes a Osterley House (també a Londres).
El guió de la pel·lícula està inspirat en una història escrita per Adrian Conan Doyle (fill d'Arthur Conan Doyle) titulada «Fog». Adrian Conan Doyle ha estat d'altra banda coproductor de la pel·lícula amb la societat Sir Nigel Films.
Ha estat doblada al català.

## Argument
Londres, 1888. Sherlock Holmes decideix investigar sobre diversos homicidis comesos al barri londinenc de Whitechapel per un criminal que es fa anomenar « Jack l'Esbudellador ».

## Repartiment
- John Neville: Sherlock Holmes
- Donald Houston: Doctor Watson
- John Fraser: Lord Carfax
- Anthony Quayle: Dr.. Murray
- Adrienne Corri: Angela Osborne
- Frank Finlay: Inspector Lestrade
- Judi Dench: Sally Young
- Charles Régnier: Joseph Beck
- Cecil Parker: el Primer Ministre
- Barry Jones: Duc de Shires
- Robert Morley: Mycroft Holmes
- Dudley Forster: el Secretari d'Estat d'interior
- Kay Walsh: Cathy Eddowes